# 中子數
中子數是一核種所具有的中子之數目，常以符號N作標示。物質的物理性質，例如：具有奇數中子的錒系元素同位素常為可裂變物質，偶數中子的核種的物性則較安定，可裂變物質較少。
中子數很少被獨自被標記在化學式中，常會搭配質子數或質量數出現。例如：
| 元素        | C       |
| 同位素/核種 | 14 C    |
| 加上原子序  | 14 6C   |
| 加上中子數  | 14 6C 8 |